# نیوهوپ (کامیونیتی)، ویسکانسین
نیوهوپ (به انگلیسی: New Hope) یک منطقهٔ مسکونی در ایالات متحده آمریکا است که در نیوهوپ واقع شده‌است. نیوهوپ ۳۵۳٫۸۸ متر بالاتر از سطح دریا قرار دارد.